# Ungsvenskarna SDU
Ungsvenskarna SDU, alternativt Sverigedemokratisk ungdom (forkortet SDU), er siden 1 oktober 2015 Sverigedemokraternes ungdomsforbund. Det grundlagdes efter, at moderpartiet brød med sit oprindelige ungdomsforbund grundet dettes ekstremistiske tendenser. Forbundets formand er Tobias Andersson.
Forbundet anvender Engelbrektsbuen som symbol, og beskriver sig selv som demokratiskt og socialkonservativt med nationalistisk grundsyn.
Til forskel fra det tidligere ungdomsforbund kræver Ungsvenskarna SDU, at deres medlemmer også er medlemmer af moderpartiet, hvilket medfører, at alle medlemmer af forbundet må være fyldt 15 år. I modsætning til praksis i andre svenske politiske ungdomsorganisationer vælges de delegerede til Ungsvenskarnas kongres ikke af medlemmerne, men udpeges af forbundets ledelse.